# Vaxainville
Vaxainville ist eine französische Gemeinde mit 84 Einwohnern (Stand 1. Januar 2022) im Département Meurthe-et-Moselle in der Region Grand Est (vor 2016 Lothringen). Sie gehört zum Arrondissement Lunéville und zum Kanton Baccarat.

## Geografie
Die Gemeinde liegt etwa 46 Kilometer südöstlich von Nancy im Südosten des Départements Meurthe-et-Moselle. Das Dorf liegt am linken Ufer der Verdurette, die die Gemeinde durchquert und streckenweise die Gemeindegrenze bildet. Nachbargemeinden sind Mignéville im Nordosten, Reherrey im Südosten, Brouville im Süden, Hablainville im Südwesten sowie Pettonville im Westen und Nordwesten.

## Geschichte
Die heutige Gemeinde wurde 1314 als Varsienville erstmals in einem Dokument erwähnt. Vaxainville gehörte zur Vogtei (Bailliage) Vic und somit zur Provinz Trois-Évêchés (Drei Bistümer), die faktisch 1552 an Frankreich fiel. Bis zur Französischen Revolution lag die Gemeinde dann im Grand-gouvernement de Lorraine-et-Barrois. Von 1793 bis 1801 war die Gemeinde dem Distrikt Blâmont und dem Kanton Ogeviller zugeteilt. Seit 1801 ist Vaxainville Teil des Kantons Baccarat und zudem dem Arrondissement Lunéville zugeordnet. Die Gemeinde lag bis 1871 im alten Département Meurt(h)e. Seither bildet sie einen Teil des Départements Meurthe-et-Moselle.

## Bevölkerungsentwicklung
| Jahr                       | 1962 | 1968 | 1975 | 1982 | 1990 | 1999 | 2007 | 2019 |
| Einwohner                  | 83   | 74   | 82   | 80   | 68   | 76   | 83   | 88   |
| Quellen: Cassini und INSEE |      |      |      |      |      |      |      |      |

## Verkehr
Vaxainville liegt nahe der Bahnstrecke von Lunéville nach Saint-Dié-des-Vosges. In der Nachbargemeinde Azerailles ist die nächstgelegene Haltestelle. Unweit der Gemeinde führt die N59 mit einem Teilanschluss Richtung Lunéville in Azerailles und einem Vollanschluss in Gélacourt vorbei. Für den regionalen Verkehr ist die D19 wichtig, die durch das Dorf führt.

## Sehenswürdigkeiten
- Kirche Saint-Mansuy aus dem 18. Jahrhundert
- Gedenkplatte für die Gefallenen[1]
- Kreuz aus dem 16. Jahrhundert auf dem Dorffriedhof
- Dorfbrunnen

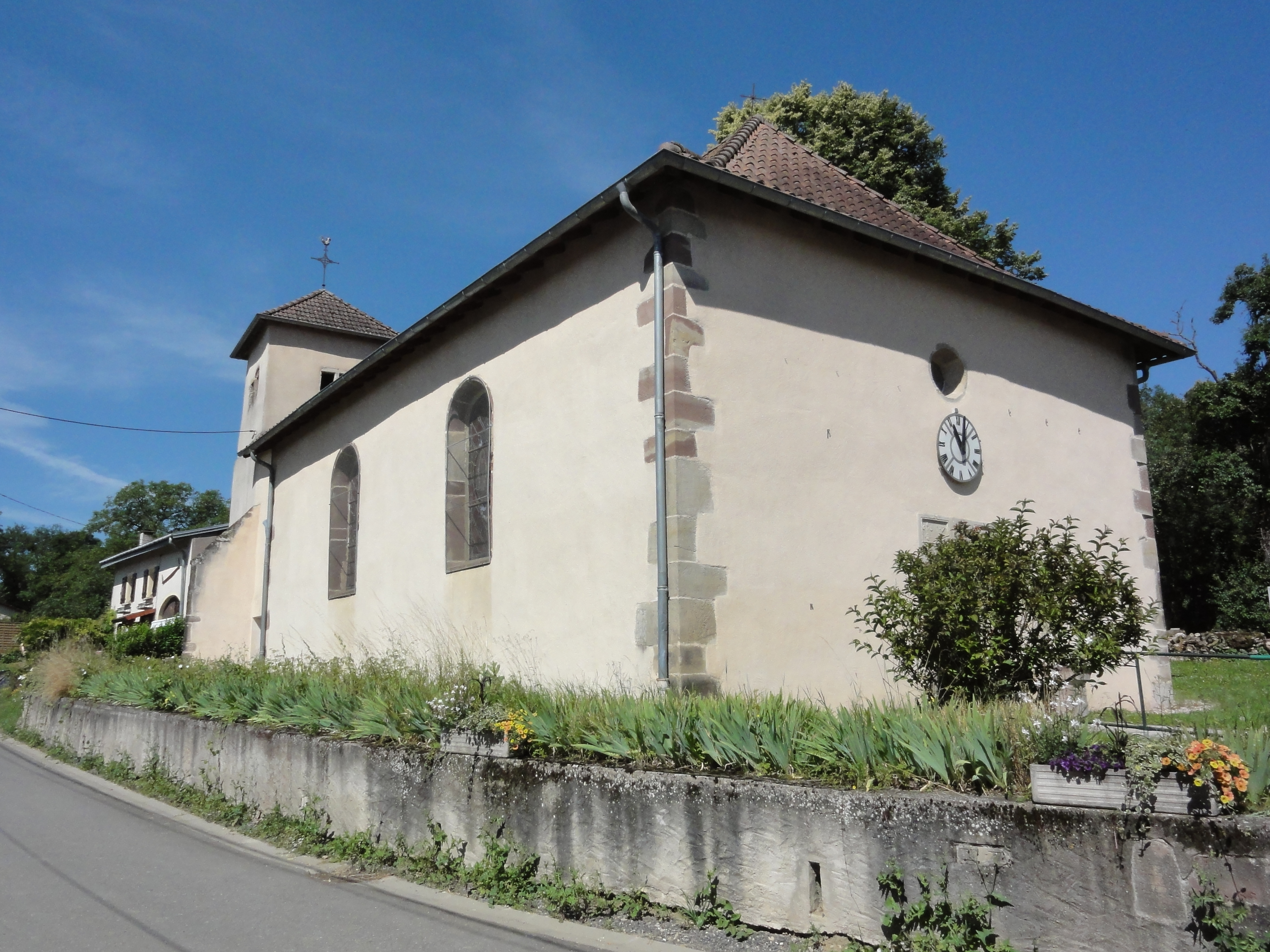
Kirche Saint-Mansuy
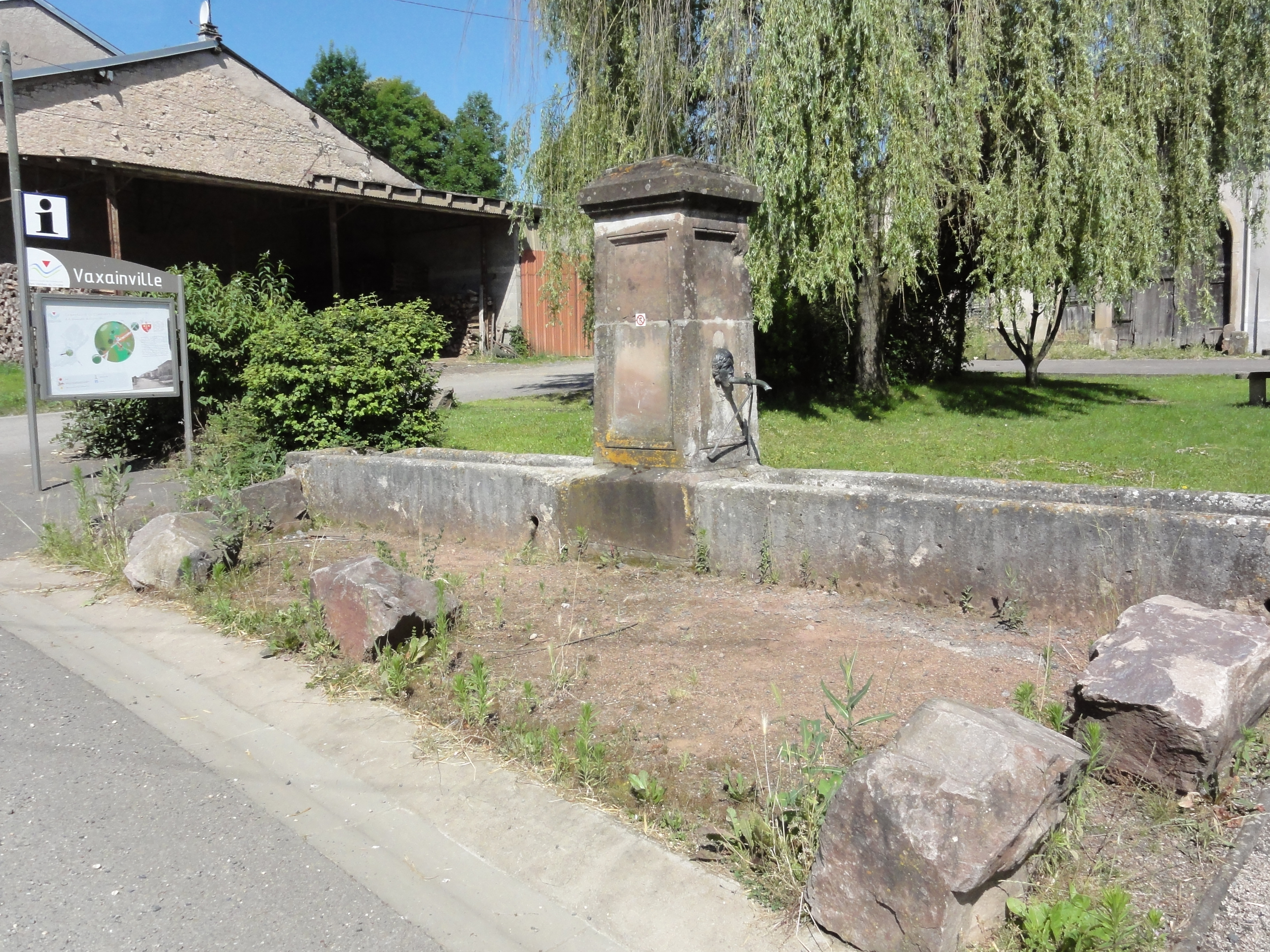
Dorfbrunnen
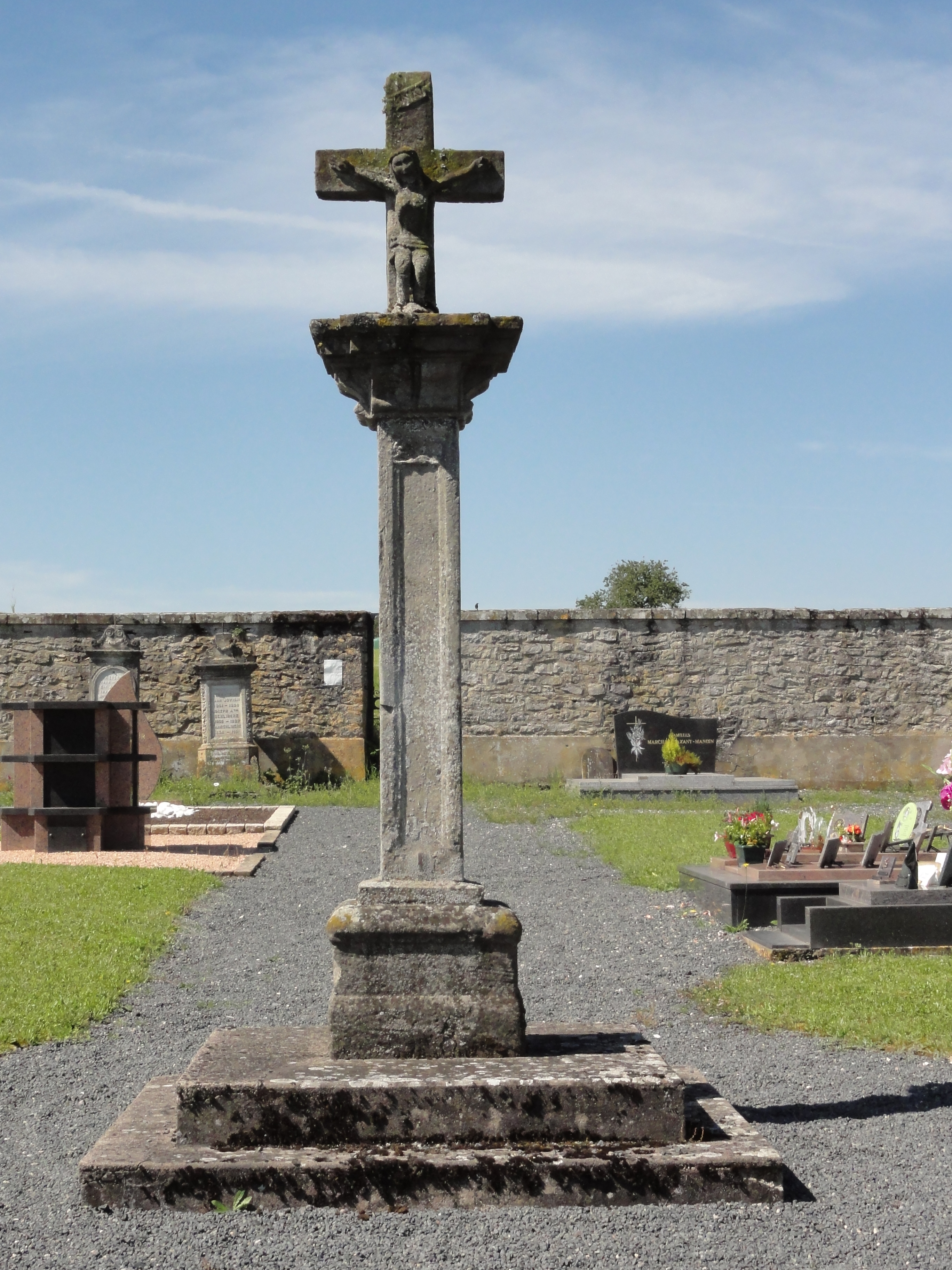
Kreuz auf dem Friedhof
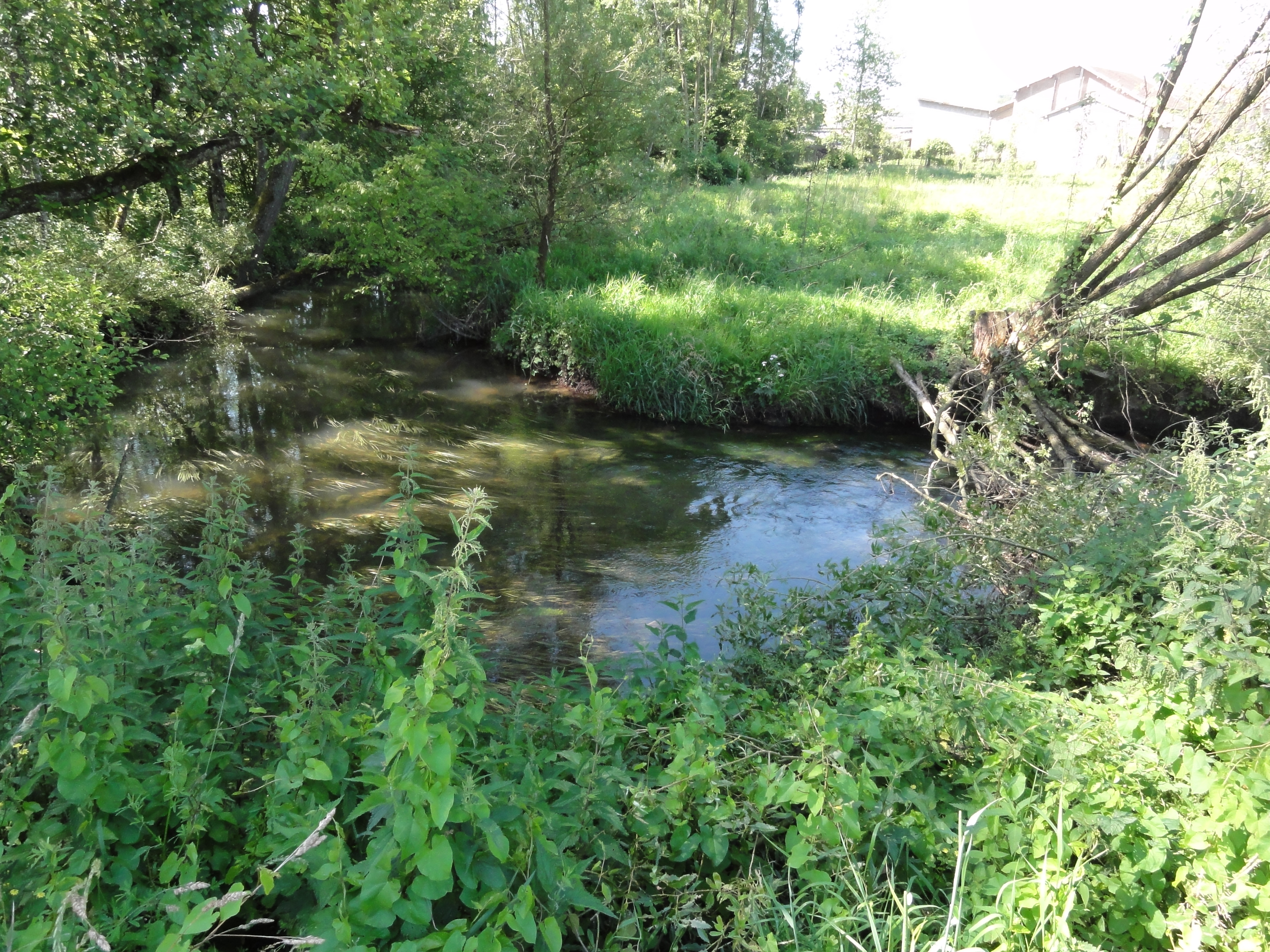
Die Verdurette in Vaxainville